# نادي السينما
نادي السينما هو جمعية لانتشار الثقافة السينمائية، والتي تنظم عرض أفلام معينة والتعلى ق عليها. تقدم نوادي السينما للجمهور أعمال سمعية بصرية متعددة عن طريق البرمجة المنظمة التي تبحث عن الجودة. ويتم تعزيز هذا الهدف عن طريق استخدام النشرات التي توزع باليد، وبطائق المعلومات أو حتى المقالات التي تؤيد معنى وقيمة عروضهم، بالإضافة إلى أنهم اعتادوا تنظيم نشاطات أخرى حول السينما كالمعارض والمؤتمرات. وفي المناسبات، تبدأ جلساتهم بعرض أو مقدمة للجمهور عن الفيلم وتنتهى بمناقشة عن أيضا والتي تكون في حضره منتج الفيلم في بعض الأحيان.
جاء مصطلح نادي السينما من المصطلح الفرنسي نادي السينما، وبالرغم من أن شكل نادي السينما هو الشكل المتفق عليه من المجمع الملكي الإسباني.

## تاريخ نادي السينما

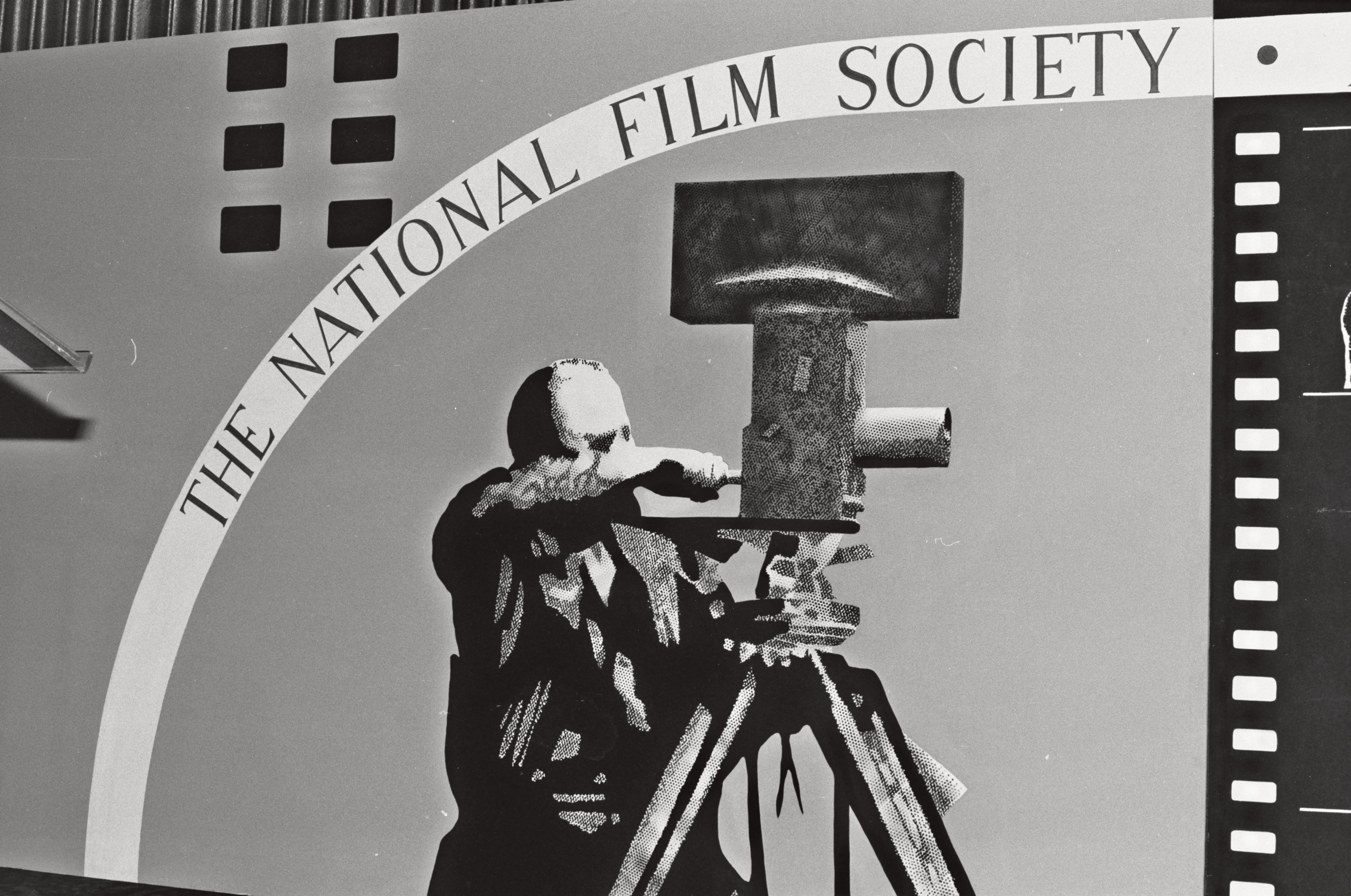

انطلاقا من العقد الثاني للقرن العشرين، وكرد فعل لتوسط حالة أغلبية الأفلام ظهرت رؤية جديدة للسينما والتي دافعت عن أن هذا لم يكن يمكنة الاقتصار على الإنتاج للواقع أو المسرح ولكنه يجب أن يصل ليصبح وسيلة حقيقية ومستقلة للتعبير. وعلى هذا النحو، ظهرت في مجال السينما حركات كالسريالية والدادائية قائمة على الانشقاقية والتحريض.
ويبدأ في هذا السياق ظهور النقد السينمائي ورغبة في تشكيل مشاهد جديد الذي يستجيب للسينما الجديده. ظهرت نوادي السينما في فرنسا عام 1920 كجزء من تلك الحركة الطليعية الأوروبية والتي اقترحت تحويل فن السينما إلى فن. وداخل تلك العملية، يحظى المدير الفرنسي لويس دوياك (1890- 1924) بأهمية خاصة والذي تجمع مدرستة جيل جديد يهدف إعطاء السينما وسائله الخاصة في التعبير أمثال أبل جانس وجيرمايني دولاك ومارسيل لاهيربير، وبعد ذلك بقليل جيان إبستيان]. بدأ دوياك في النقد السينمائي عام 1918 وكان ذلك في جريدة الباريس ميدي، كما أسس سنة 1920 جرىدة نادي السينما وجمعية تحمل نفس الاسم حيث نجد صناع السينما والنقاد للتعارف والتناقش. كماأسس ريكسيوتو كانودو] سنة 1921 نادي سينما أخر نادي الأصدقاء للفن السابع، والذي كان لة أهمية كبيرة في تشكيل الطليعة والمدرسة الفرنسية.
وانتشرت نوادي السينما وتحولت تجمعات من المشاهدين الهأوين للسينما والتي تقدم وتناقش الأفلام الجديدة في جلسات خاصة، وظهرت بعض نوادي السينما الأخرى التي تهدف لمعرفة أعمال أفضل الفنانين الممنوعة بسبب الرقابة أو مرفوضة بسبب النظام التجاري مثل مدرعة بوتيمكي نلايسينيتين إيسينيتين يمكن عرضها لأول مرة في باريس سنة 1926.
لم يقتصر دور النوادي على عرض تلك الأفلام ولكنه اقترح التعمق فيها عن طريق مناقشة حرة. واقتصرت تلك الظاهرة في اللحظة الأولى على جمهور مختار من الفنانين والمفكرين والطلاب. ولكن قريبا ما انتوى استخدام نوادي السينما لتقريب السينما كفن من الجمهور. بالإضافة إلى فرنسا، شُكّلت منظمات مشابة لذلك في ألمانيا وبلجيكا وإنجلترا والولايات المتحدة. وفي إسبانيا تم تشكيل نادي السينما الإسباني من قبل إرنستو خيمينيس كابيرو ولويس بونيل، تحت حماية مجلة لا جاسيتا الأدبية، وتم تنظيم جلستها الثانية في السادس والعشرين من يناير لعام 1929 في قصر السينما للصحافة، وقد تضمن برنامج الفيلم مطرب الجاز والذي قدمه رامون جوميس دى لا سيرينا ووجهة مصبوغا باللون الاسود، وهو يعتبرالعرض الأول للسينما السائدة في إسبانيا.
وعقدت الجمعية المكونة من الاتحاد العالمي لنوادي السينما وذلك بالنسخة الثانية لمهرجان كان سنة 1947 وفي حضرة مندوبين من حوالي عشرين دولة حيث اقترح البدء بعمل أرشيف للتحفيز على تبادل أفلام على مستوى عالمي ويكشف عن عدم تجارة نادي السينما. وواحد من الباعثين على ذلك هو هينرى لانجلويس مؤسس مكتبة الأفلام الفرنسية الخلابة.
وانتشرت أفلام السينما عبر العالم كلة متحولة إلى مراكز للعمل والإنتاج، وهناك مدارس للتجديد الجمالي للسينما كالواقعية الايطالية الجديدة والموجة الجديدة الفرنسية والسينما البرازيلية الجديدة، وترجع أصولهم وتطورهم بنسبه كبيرة إلى نوادي السينما.

## مقالات ذات صلة
- تاريخ السينما
- نقد سينمائي